# ツイスト・バルーン

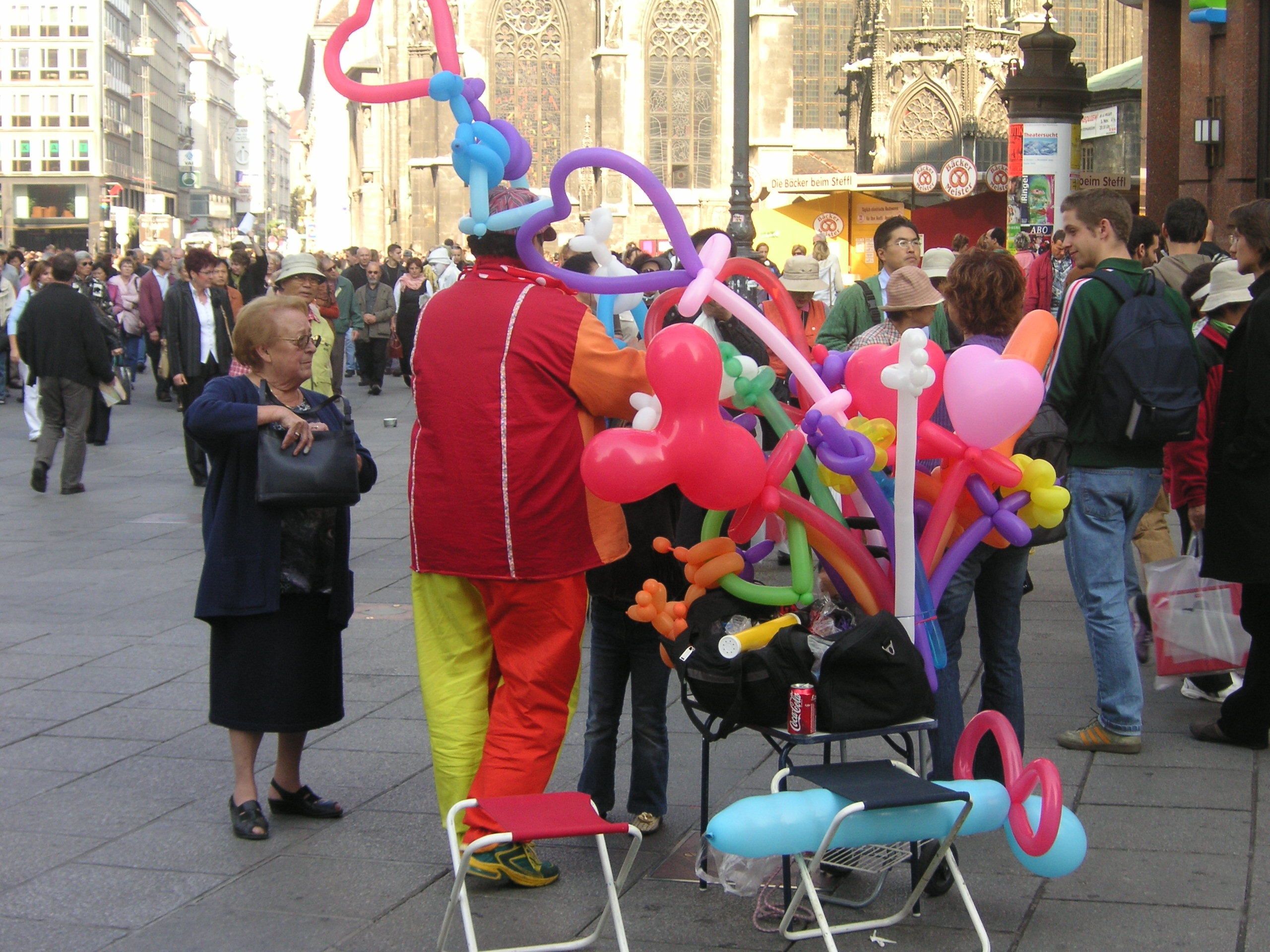
バルーン・アーティスト（ウィーンにて）

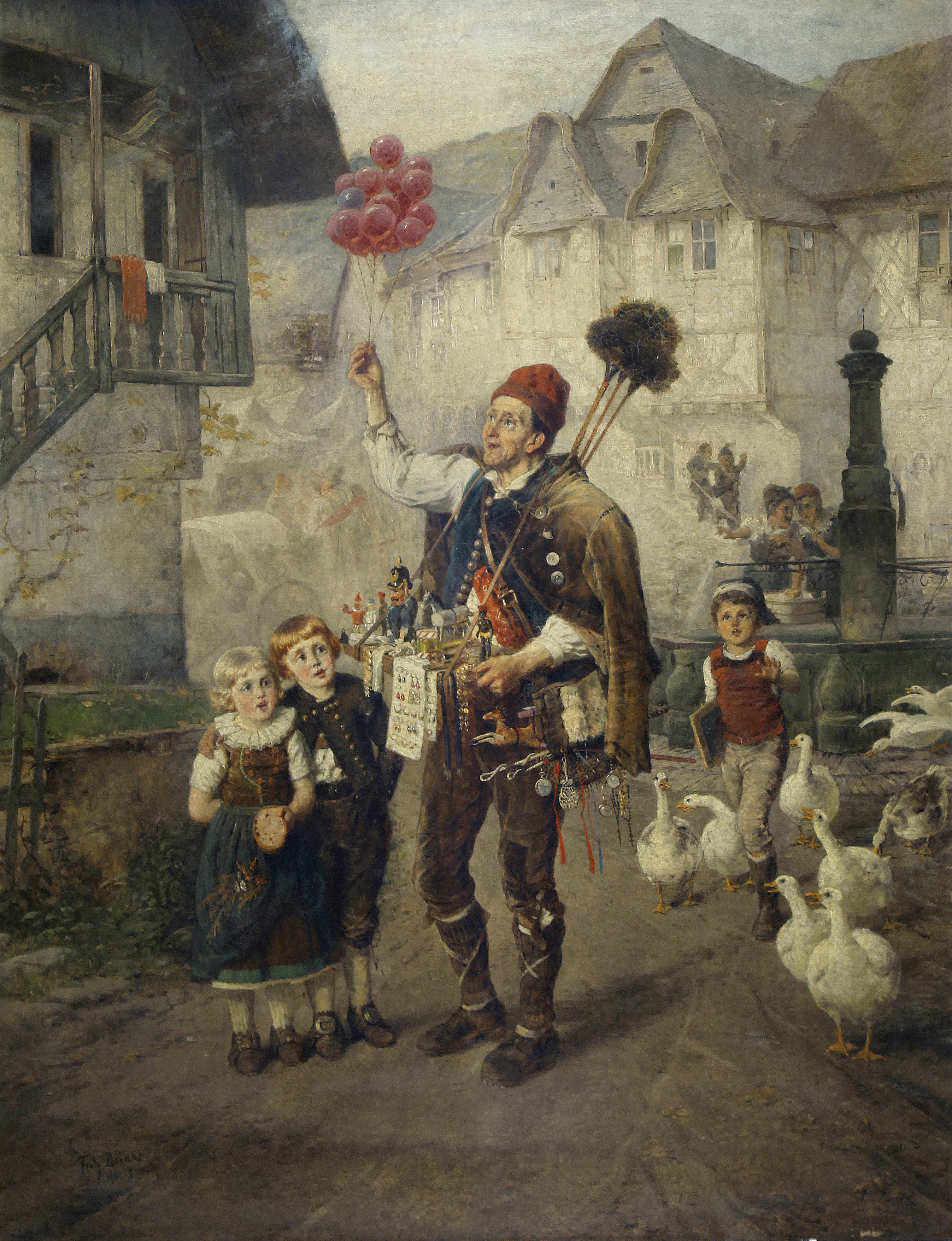
フリッツ・バインケ
画「ニュルンベルクの玩具職人」（1882年）

ツイスト・バルーンは、専用の風船をひねり、動物や植物、キャラクターといったバルーンアートを作る行為を指す。また、細長い風船そのものをツイスト・バルーンと呼ぶこともある。
バルーンアートを造形する行為はバルーン・モデリング(Balloon modelling)と呼ぶこともある。
ツイスト・バルーンを用いてバルーンアートを造形する人をバルーン・アーティスト、ツイスターズと呼ぶ。パフォーマンスとして行う場合にはバルーンパフォーマンスと呼び、パフォーマーをバルーンパフォーマー、風船芸人と呼ぶこともある。
大道芸や遊園地などのほか、結婚式などのパーティーの装飾として人気が高い。
日本における呼称は様々で、他にもアート・バルーン、アニマル・バルーン、マジック・バルーン、ペンシル・バルーン、バルーン・モデリングなどと呼ばれる。

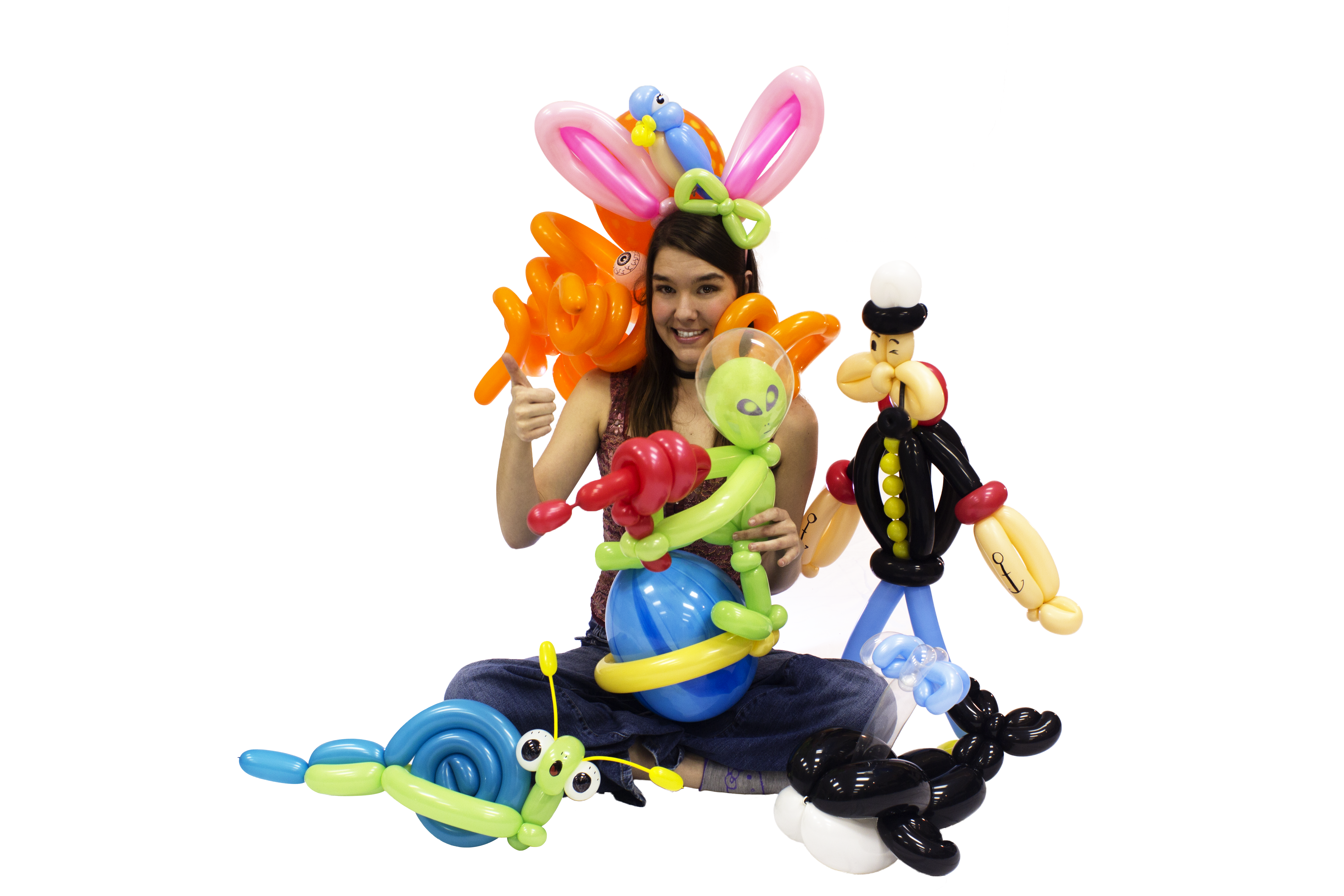
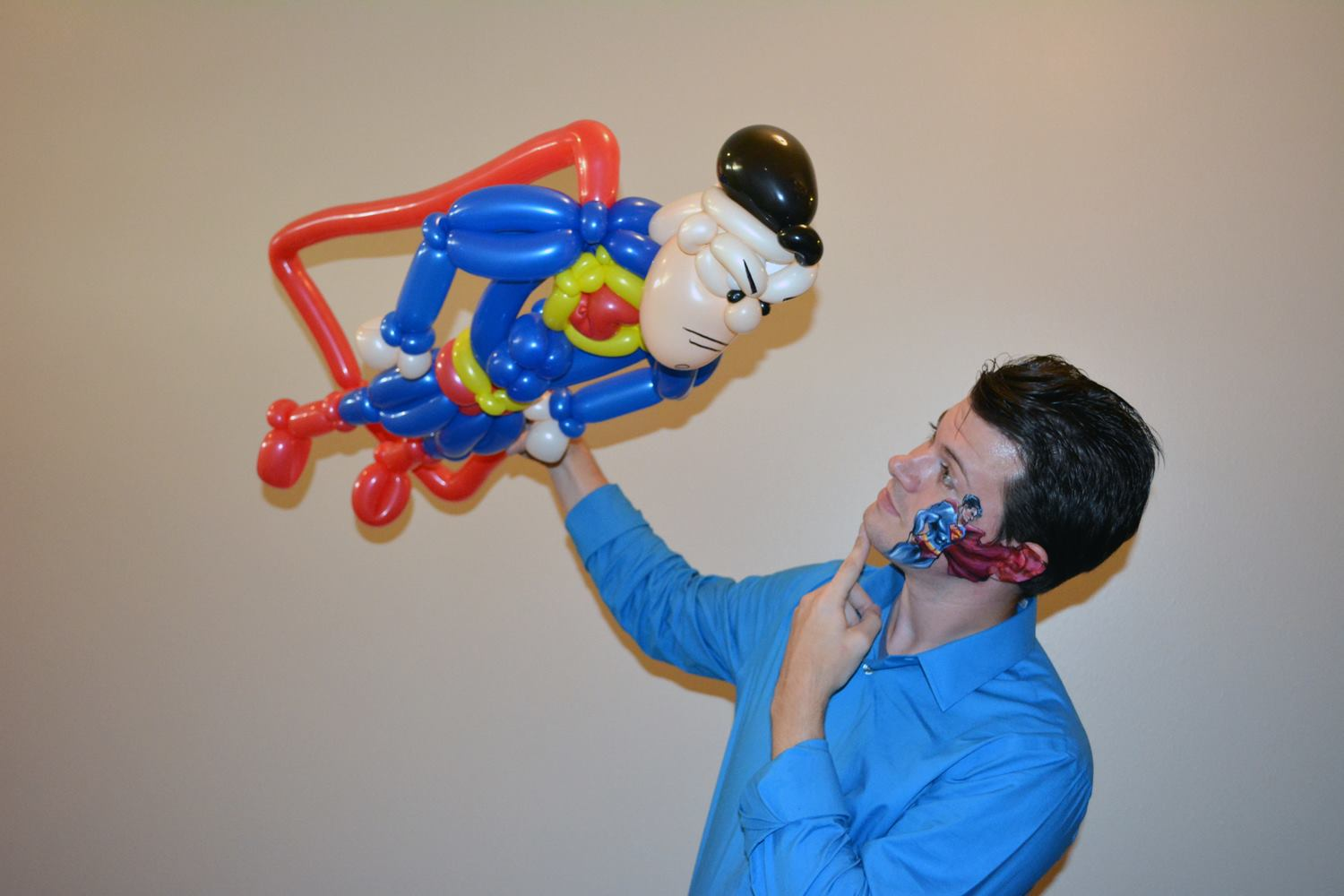
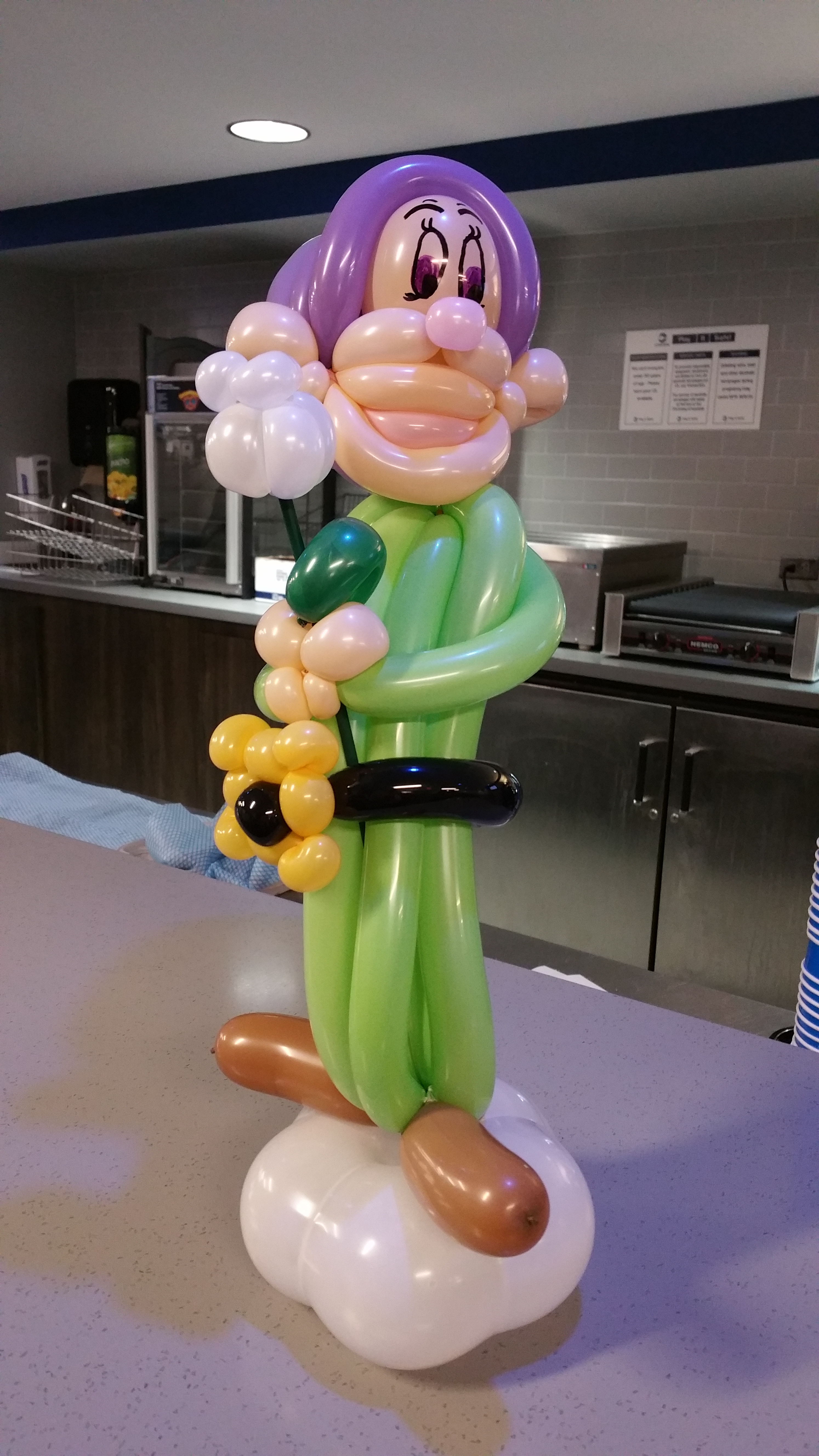

口で膨らませることも可能だが、それなりの技術を必要とし、初心者には非常に困難であることが多い。そのため、通常は風船を膨らませる専用のポンプを使用する。

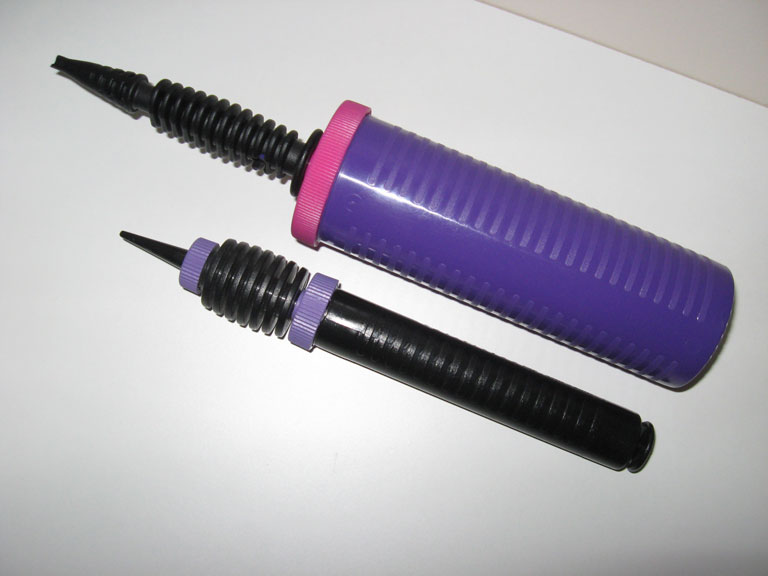
小型空気入れ2台
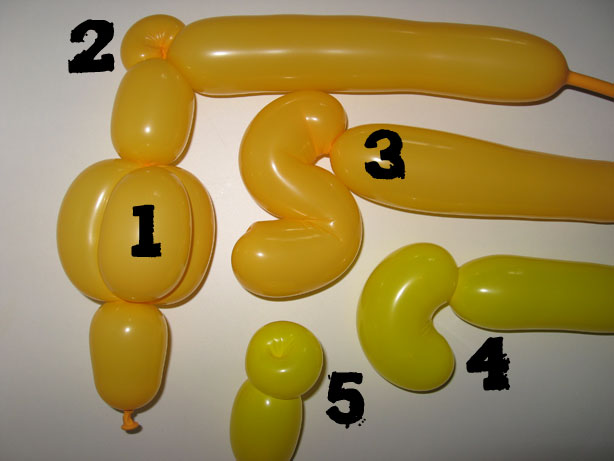
様々な形状: 1: 鳥の胴体、2: イヤリング、3: S 字、4: フック、5: チューリップ。

## 日本におけるツイスト・バルーン
2004年8月7日と8月8日にジャグリングショップ ナランハが主催となり、ハイライフプラザ板橋（東京都）でコンベンション「ツイスターズ2004」が開催された。以後開催地を換えながら年1回のペースでコンベンションが開催されている。